# 第7届中国电视剧飞天奖
第七届全国优秀电视剧“飞天奖”评选于1987年12月19日在北京揭晓。

## 获奖名单

### 电视连续剧
- 特别奖《红楼梦》
- 一等奖《努尔哈赤》、《雪野》
- 二等奖《凯旋在子夜》、《眷恋》
- 三等奖《甄三》、《刘山子的喜、怒、哀、乐》、《冤家》

### 单本剧
- 一等奖《希波克拉底誓言》
- 二等奖《大年初一》、《太阳从这里升起》
- 三等奖《远离发射场的地方》、《不该将兄吊起来》、《丹姨》
- 摄制组集体荣誉奖《长江第一漂》

### 儿童电视剧
- 一等奖空缺
- 二等奖《太阳有七种颜色》
- 三等奖《心灵的答卷》

### 短剧、小品
- 一等奖《满票》
- 二等奖《计算机的烦恼》
- 三等奖《滩头》

### 戏曲电视剧
- 《狱卒平冤》

### 译制片
- 《阿信》配音演员张桂兰、李林

### 单项奖
- 优秀编剧：高援、刘恩铭《努尔哈赤》
- 优秀导演：陈家林《努尔哈赤》
- 优秀男主角：侯永生《努尔哈赤》饰演努尔哈赤
- 优秀女主角：方青卓《雪野》饰演吴秋香
- 优秀男配角：王群《甄三》饰演金二
- 优秀女配角：邓婕《红楼梦》饰演王熙凤
- 优秀摄像：姚力、赵晓时《丹姨》
- 优秀照明：薛少君《丹姨》
- 优秀美术：《红楼梦》
- 优秀剪辑：傅正义《红楼梦》
- 优秀音乐：空缺
- 优秀音响：《刘山子的喜、怒、哀、乐》